# Ekonomiczno-prawna analiza podatku VAT
Ekonomiczno-prawna analiza podatku VAT – szczególna dziedzina ekonomicznej analizy prawa, zajmująca się badaniem VAT na płaszczyźnie czynników o charakterze ekonomicznym i prawnym.

## Podatek VAT w Polsce

### Podatek VAT w Polsce po zmianach ustrojowych i wstąpieniu do UE
Ustawę z dnia 8 stycznia 1993 r. o podatku od towarów i usług oraz o podatku akcyzowym wprowadziła i uregulowała kwestię podatku od obrotu towarami lub usługami (VAT), lecz harmonizacja polskiego prawa podatkowego z prawem UE wymusiła na polskim ustawodawcy przyjęcia nowej ustawy o podatku od towarów i usług z dnia 11 marca 2004 roku. Bierze się to stąd, iż podatek VAT w krajach Unii Europejskiej podlega największej harmonizacji, ponieważ zawarty jest w cenie produktu bądź usługi, dlatego w znacznym stopniu odpowiada on też na popyt konsumpcyjny, jak i inwestycyjny oraz na wielkość sprzedaży oferowanych przez przedsiębiorców produktów i usług. Pomimo tego, że stanowi element atrakcyjności danego kraju pod względem inwestycji, redukcja stawek podatku VAT jest jednak niechętnie dokonywana przez państwa ze względu na spore wpływy do budżetu państwa.
Od początku 2011 do końca 2013 roku miały obowiązywać podwyższone stawki podatku VAT, o czym wspominał m.in. ówczesny Prezes Rady Ministrów Donald Tusk oraz Minister Finansów Jacek Rostowski. Jednakże na mocy znowelizowanego art. 146a ustawy o VAT przedłużono do 31 grudnia 2016 r. obowiązywanie podwyższonych stawek podatku (tj. 23%, 8%, 7% i 4%).

#### Stawki VAT na 2017 rok
Obecnie podstawowa stawka podatku VAT wynosi 23%, lecz także wyróżniamy następujące stawki wskazanego podatku:
- stawka 8% za:

1. towary i usługi wymienionych w załączniku 3. do ustawy o VAT,
2. dostawy, budowy, remontu, modernizacji, termomodernizacji lub przebudowy obiektów budowlanych lub ich części zaliczonych do budownictwa objętego społecznym programem mieszkaniowym,
3. stawka 5% za:
  - towary wymienione w załączniku 10. do ustawy o VAT, obejmuje ona podstawowe towary żywnościowe,
  - książki oraz czasopisma specjalistyczne,

- stawka 0% obejmująca m.in. wewnątrzwspólnotową dostawę towarów oraz eksport towarów, czyli czynności wymienionych w art. 83 ustawy o VAT, w tym m.in. do: towarów i usług związanych z transportem morskim i lotniczym oraz środkami tego transportu, usług związanych z eksportem towarów, usług transportu międzynarodowego; niektórych usług świadczonych przez podmioty prowadzące działalność w zakresie turystyki (dotyczy to usług świadczonych dla bezpośredniej korzyści turysty poza terytorium UE art. 119 ustawy o VAT), co oznacza, że zastosowanie stawki VAT w wysokości 0% do danej czynności oznacza brak opodatkowania (ciężaru fiskalnego) przy jednoczesnym uznaniu tej transakcji za sprzedaż opodatkowaną, co z kolei umożliwia odliczenie podatku naliczonego przy zakupie towarów i usług z nią związanych (stawka 0% działa jak zwolnienie z VAT z prawem do odliczenia),
- stawka zryczałtowanego zwrotu podatku – 7%,
- stawka ryczałtu, dla świadczących usługi taksówek osobowych wynosi 4%,
- w przypadku świadczenia przez podatnika usług, w tym w zakresie handlu i gastronomii, kwota podatku należnego może być obliczana jako iloczyn wartości dostawy i stawki:

1. 18,70% – w odniesieniu do towarów i usług objętych stawką podatku 23%,
2. 7,41% – w odniesieniu do towarów i usług objętych stawką podatku 8%,
3. 4,76% – w odniesieniu do towarów i usług objętych stawką podatkową 5%.

### Korzyści dla państwa ze względu na istnienie podatku VAT w Polsce
W 2017 roku stawki VAT nie uległy zmianom. Wynika to między innymi z tego, iż jest jednym z podstawowych obciążeń fiskalnych podmiotów gospodarczych i gospodarstw domowych w Polsce, więc jako powszechna danina umożliwia władzy publicznej na szczeblu centralnym (rząd) zdobycie stałego przychodu finansującego działania podejmowane przez państwo, niezależnie od czynników gospodarczych. W stosunku tylko do tego podatku niektóre kraje (np. Polska) stosują stawki obniżone na niektóre produkty i usługi ze względu na stosowaną polityką społeczną oraz gospodarczą, zapobiegającą wzrostowi cen na określone dobra.
Wyższy VAT jest efektem kryzysu finansowego, a z kolei większość krajów UE, chcąc nadrobić mniejsze wpływy do budżetów, podniosła stawki podatku od towarów i usług, ale należy przy tym pamiętać, iż w Polsce obowiązuje jedna z najwyższych stawek w całej Europie. Jedynie tylko na Węgrzech i w Szwecji oraz Danii (25%) są one wyższe.
Stawki podatku VAT w Polsce w 2017 r. nie uległy zmianie i wynosić 5%, 8% i 23%. Jeszcze w na początku zeszłego roku rząd rozważał możliwość (zgodnie z ustawowymi zapisami pozostawionymi przez rząd PO-PSL) ich obniżenia. Brak obniżki stawek VAT oznacza straty dla gospodarstw domowych rzędu 4 mld zł, co z kolei stanowił zysk dla budżetu państwa.

### Straty i częściowe korzyści dla przedsiębiorców ze względu na istnienie podatku VAT w Polsce
Przedsiębiorca prowadzący działalność gospodarczą jest czynnym podatnikiem VAT. Ustawa o VAT określa rodzaje działalności oraz wartość sprzedaży, które zobowiązują przedsiębiorcę do rejestracji jako podatnik VAT. Dotyczy to np.: podatników dokonujących dostaw wyrobów z metali szlachetnych, towarów opodatkowanych podatkiem akcyzowym (z pewnymi wyjątkami), nowych środków transportu, terenów budowlanych oraz przeznaczonych pod zabudowę, świadczących usługi prawnicze oraz usługi w zakresie doradztwa, a również usługi jubilerskie, podatników nieposiadających siedziby na terytorium Polski.
Ustawodawca przewidział zwolnienia od podatku od sprzedaży dokonywanej przez podatników, jeżeli wartość sprzedaży łącznie nie przekroczyła w poprzednim roku podatkowym kwoty 200 000 złotych. Do wartości sprzedaży nie wlicza się kwoty podatku. Wraz z przekroczeniem kwoty 200 000 zł, każda kolejna sprzedaż dokonana przez przedsiębiorcę, podlega opodatkowaniu, tzn. przekroczenie wskazanego limitu rodzi obowiązek rejestracji, jako podatnik VAT.
Status VAT-owca jest atutem w relacjach biznesowych, bowiem jeżeli kontrahenci są również podatnikami VAT, to będą mieli możliwość dokonania odliczeń VAT od zakupionych towarów albo usług pomiędzy sobą. Istnieje możliwość pomniejszenia podatku należnego od sprzedaży od podatku naliczonego od zakupów związanych z prowadzoną działalnością, dzięki temu że przedsiębiorca jest zarejestrowanym, czynnym płatkiem VAT-u.
Do wad bycia płatnikiem VAT należą:
- wypełnianie obowiązków podatkowych w zakresie VAT, tj. konieczność wypełniania szeregu formalności, m.in. składanie deklaracji VAT do urzędu skarbowego, prowadzenie ewidencji VAT,
- dbałość o prawidłowość rozliczeń z urzędem skarbowym, a w przypadku nieprawidłowego prowadzenia dokumentacji US może zakwestionować prawo do odliczenia VAT, wiąże się to z koniecznością zapłaty kwoty nienależnie odliczonego podatku z odsetkami,
- konieczna znajomość przepisów ustawy o podatku od towarów i usług oraz stałe śledzenie zmian.

### Wyłudzenia VAT
Przy składaniu rocznych zeznań w podatku dochodowym od osób fizycznych, a także w ramach deklaracji VAT można wnioskować o zwrot podatku. Jeżeli wniosek ten oparty jest na okolicznościach nieprawdziwych, to może stać się podstawą pociągnięcia do odpowiedzialności karnej skarbowej. Ponad 80% uszczupleń podatkowych stanowią wyłudzenia VAT. Łączne straty państwowej kasy z powodu oszustw związanych z VAT są znacznie większe niż wykryte i ujawnione sprawy. Wskazują na to badania sporządzane dla Komisji Europejskiej oraz inne raporty, takie jak opublikowana ostatnio analiza firmy doradczej PwC, według której luka podatkowa w VAT wynosi od 39 mld zł do 47 mld zł. Niniejsza luka podatkowa to nie tylko efekt wyłudzeń podatków, ale też część tej kwoty to VAT, którego nie zapłacili bankruci, albo efekt legalnej optymalizacji podatkowej.
W Polsce problem narastał przez kilka lat, a jego apogeum przypadło na 2013 r. Jeszcze w 2007 r. PwC szacowało lukę w VAT na 0,6 proc. PKB. W 2013 roku było to już 2,9 proc. PKB, czyli ok. 46,8 mln zł, a szacunki na rok 2014 wskazywały na zmniejszenie luki do ok. 2,5 proc. PKB, czyli 42 mld zł.
Przestępcy upodobali sobie VAT też z ze względu na to, iż mało ryzykują, decydując się na jego kradzież. Z danych Ministerstwa Finansów wynika, że w 2014 roku za tego typu przestępstwa na podstawie przepisów kodeksu karnego skarbowego skazano 101 osób.
W Kodeksie karnym skarbowym (ustawa z 10 września 1999 r. Kodeks karny skarbowy; tekst. jedn. Dz.U. z 2013 r., poz. 186) zawarty jest specjalny przepis przewidujący odpowiedzialność za nienależny zwrot podatku, który brzmi następująco: „Art. 76 § 1. Kto przez podanie danych niezgodnych ze stanem rzeczywistym lub zatajenie rzeczywistego stanu rzeczy wprowadza w błąd właściwy organ, narażając na nienależny zwrot podatkowej należności publicznoprawnej, w szczególności podatku naliczonego w rozumieniu przepisów o podatku od towarów i usług, podatku akcyzowym, zwrot nadpłaty lub jej zaliczenie na poczet zaległości podatkowej lub bieżących albo przyszłych zobowiązań podatkowych, podlega karze grzywny do 720 stawek dziennych albo karze pozbawienia wolności, albo obu tym karom łącznie”. Przepis ten dotyczy dwóch przypadków:
- nadpłata, to jest sytuacja, w której podatnik zapłacił więcej niż powinien,
- zwrot VAT, czyli sytuacja, w której u podatnika VAT wystąpiła nadwyżka podatku naliczonego nad podatkiem należnym.

Podatnik musi mieć zamiar wyłudzenia zwrotu podatku, czyli musi być więc świadomy tego, że podaje okoliczności nieprawdziwe i musi to robić w celu wprowadzenia w błąd organu podatkowego, co wynika to z art. 4 k.k.s. Wniosek o zwrot nadpłaty oraz o zwrot VAT następuje w deklaracji podatkowej, ale czyn podatnika kwalifikowany jest również z art. 56 § 1–3 k.k.s., ponieważ ten przepis zawiera przestępstwo oszustwa podatkowego polegającego na złożeniu nieprawdziwej deklaracji. Zachodzi więc. zbieg przepisów. Art.7 K.k.s. nakazuje przypisać sprawcy tylko jedno przestępstwo skarbowe lub tylko jedno wykroczenie skarbowe na podstawie wszystkich zbiegających się przepisów, sąd wymierzając karę, zawsze to robi na podstawie przepisu przewidującego karę najsurowszą, a jeżeli zbiegające się przepisy przewidują zagrożenia takie same – na podstawie przepisu, którego znamiona najpełniej charakteryzują czyn sprawcy. W tym przypadku na podstawie art. 77 k.k.s.